# Usclas-du-Bosc
Pour les articles homonymes, voir Usclas et Bosc.
Ne doit pas être confondu avec Usclas-d'Hérault.
Usclas-du-Bosc  en occitan Usclats del Bòsc, est une commune française située dans le nord du département de l'Hérault, en région Occitanie.
Exposée à un climat méditerranéen, elle est drainée par le Maro, le Merdanson. La commune possède un patrimoine naturel remarquable composé de deux zones naturelles d'intérêt écologique, faunistique et floristique. 
Ses habitants sont appelés les Usclasiens.
Usclas-du-Bosc est une commune rurale qui compte 248 habitants en 2022, après avoir connu une forte hausse de la population depuis 1975.  Elle fait partie de l'aire d'attraction de Montpellier. Ses habitants sont appelés les Usclasais ou  Usclasaises.

## Géographie

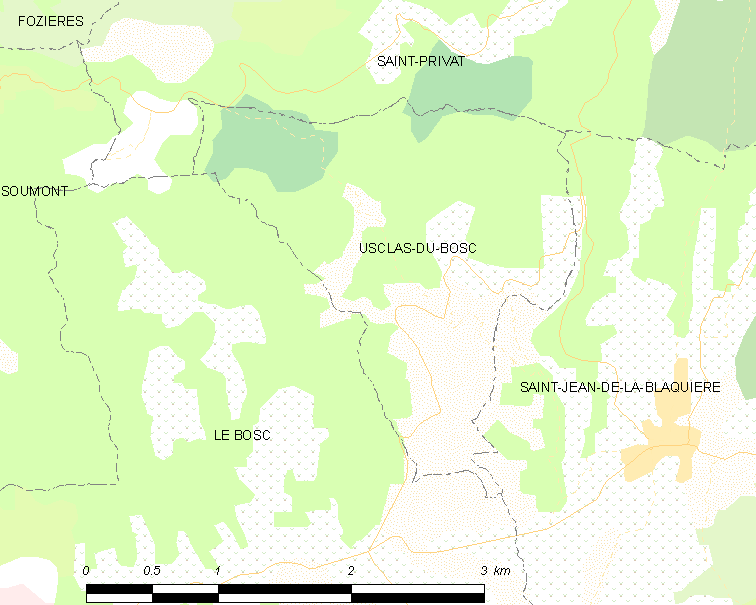
Carte

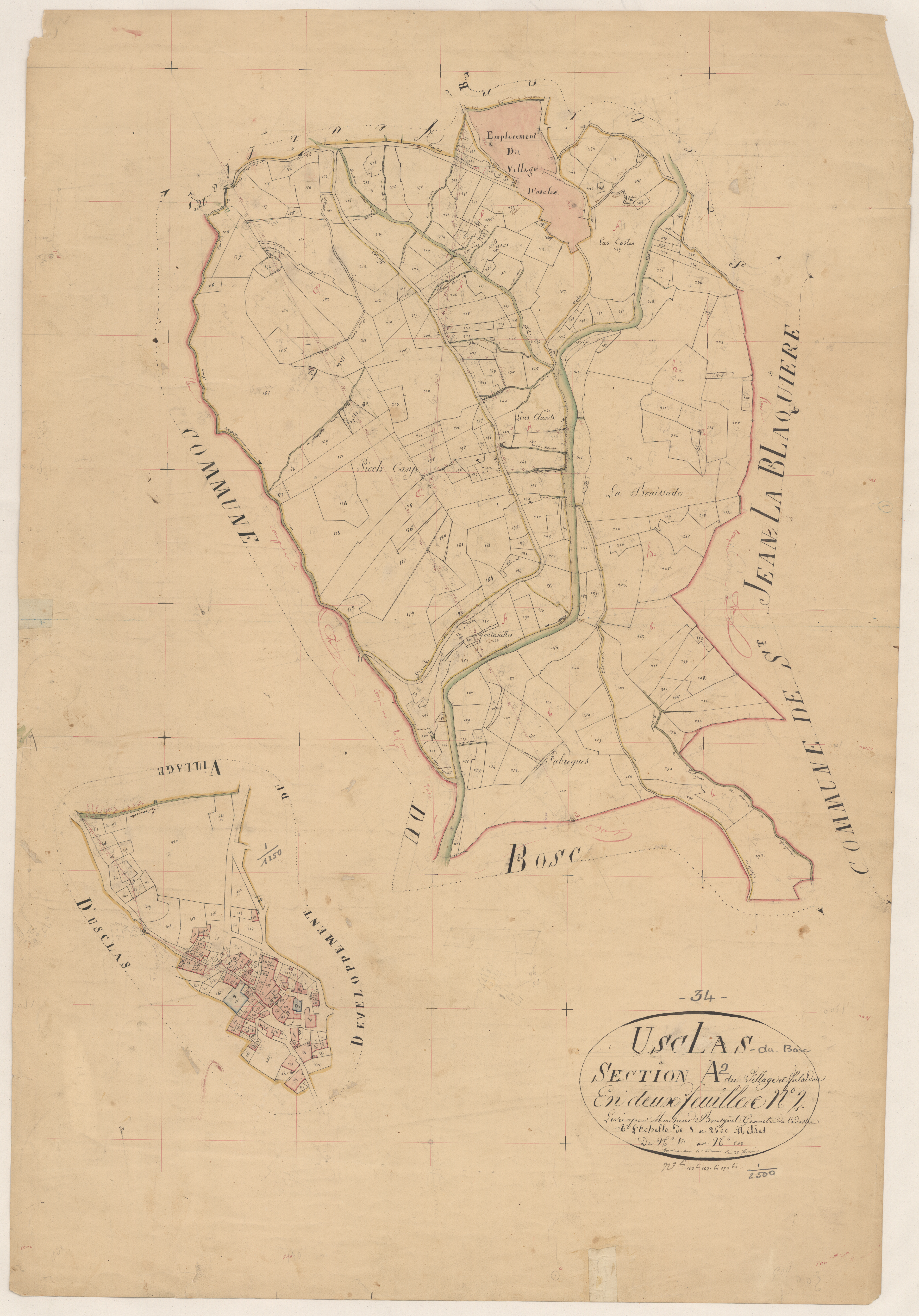
Plan cadastral napoléonien (1834)

### Communes limitrophes
|         | Saint-Privat   |                            |
| Le Bosc | Usclas-du-Bosc | Saint-Jean-de-la-Blaquière |
|         |                |                            |

### Climat
Pour des articles plus généraux, voir Climat de l'Occitanie et Climat de l'Hérault.
En 2010, le climat de la commune est de type climat méditerranéen franc, selon une étude s'appuyant sur une série de données couvrant la période 1971-2000. En 2020, Météo-France publie une typologie des climats de la France métropolitaine dans laquelle la commune est exposée à un climat méditerranéen et est dans la région climatique  Provence, Languedoc-Roussillon, caractérisée par une pluviométrie faible en été, un très bon ensoleillement (2 600 h/an), un été chaud (21,5 °C), un air très sec en été, sec en toutes saisons, des vents forts (fréquence de 40 à 50 % de vents > 5 m/s) et peu de brouillards.
Pour la période 1971-2000, la température annuelle moyenne est de 14,1 °C, avec une amplitude thermique annuelle de 16,1 °C. Le cumul annuel moyen de précipitations est de 1 114 mm, avec 7,7 jours de précipitations en janvier et 3,4 jours en juillet. Pour la période 1991-2020, la température moyenne annuelle observée sur la station météorologique la plus proche, située sur la commune de Soumont à 4 km à vol d'oiseau, est de 15,0 °C et le cumul annuel moyen de précipitations est de 968,5 mm,. Pour l'avenir, les paramètres climatiques de la commune estimés pour 2050 selon différents scénarios d'émission de gaz à effet de serre sont consultables sur un site dédié publié par Météo-France en novembre 2022.

### Milieux naturels et biodiversité
L’inventaire des zones naturelles d'intérêt écologique, faunistique et floristique (ZNIEFF) a pour objectif de réaliser une couverture des zones les plus intéressantes sur le plan écologique, essentiellement dans la perspective d’améliorer la connaissance du patrimoine naturel national et de fournir aux différents décideurs un outil d’aide à la prise en compte de l’environnement dans l’aménagement du territoire.
Une ZNIEFF de type 1 est recensée sur la commune :
les « bois de Maret et de la Bruyère d'Usclas » (249 ha), couvrant 4 communes du département et une ZNIEFF de type 2, : 
le « causse et contreforts du Larzac et montagne de la Séranne » (44 035 ha), couvrant 33 communes dont une dans l'Aveyron, deux dans le Gard et 30 dans l'Hérault.

Carte des ZNIEFF de type 1 et 2 à Usclas-du-Bosc.
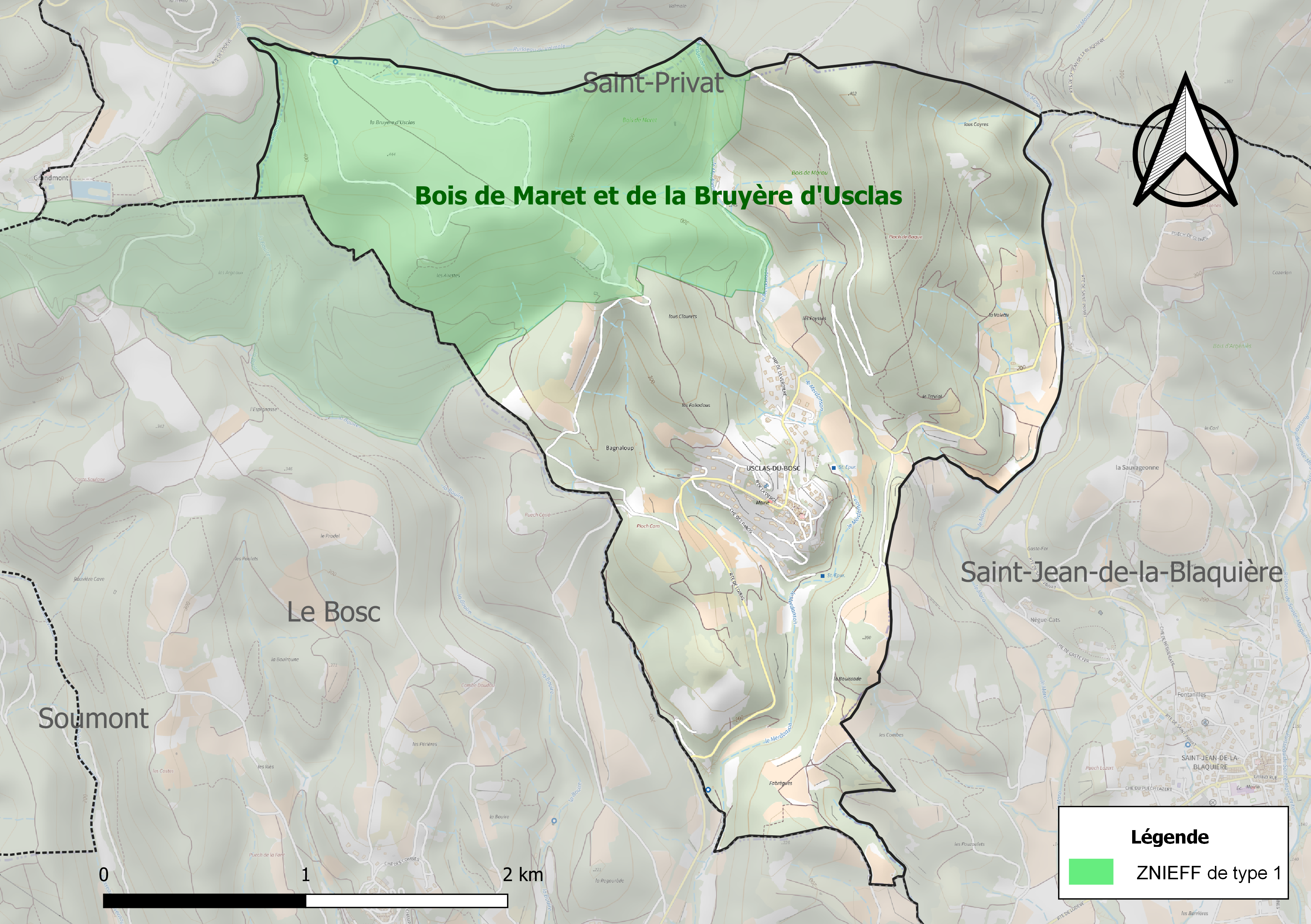
Carte de la ZNIEFF de type 1 sur la commune.
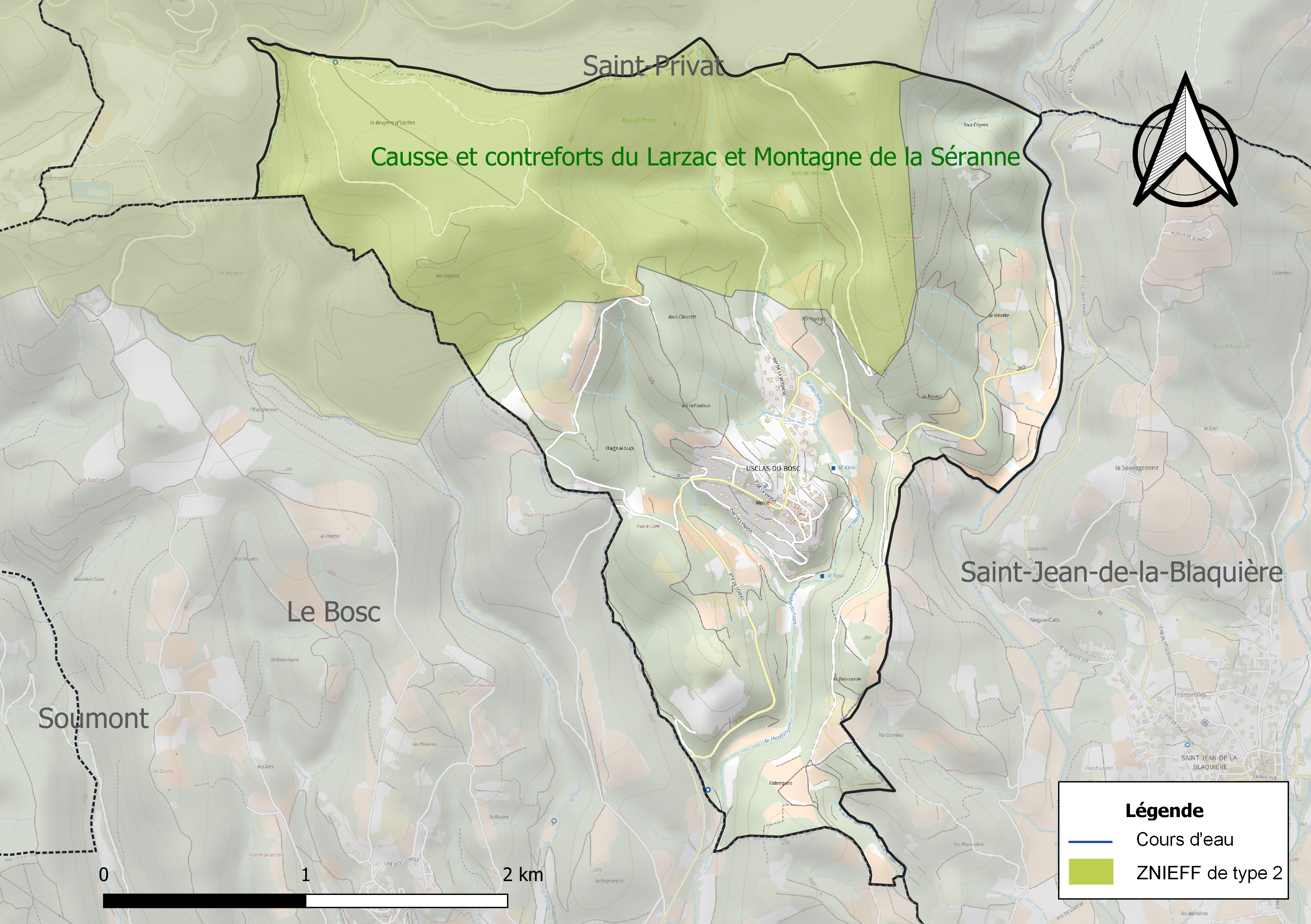
Carte de la ZNIEFF de type 2 sur la commune.

## Urbanisme

### Typologie
Au 1er janvier 2024, Usclas-du-Bosc est catégorisée commune rurale à habitat dispersé, selon la nouvelle grille communale de densité à sept niveaux définie par l'Insee en 2022.
Elle est située hors unité urbaine. Par ailleurs la commune fait partie de l'aire d'attraction de Montpellier, dont elle est une commune de la couronne,. Cette aire, qui regroupe 161 communes, est catégorisée dans les aires de 700 000 habitants ou plus (hors Paris),.

### Occupation des sols
L'occupation des sols de la commune, telle qu'elle ressort de la base de données européenne d’occupation biophysique des sols Corine Land Cover (CLC), est marquée par l'importance des forêts et milieux semi-naturels (62 % en 2018), une proportion sensiblement équivalente à celle de 1990 (62,1 %). La répartition détaillée en 2018 est la suivante : 
forêts (62 %), zones agricoles hétérogènes (21,7 %), cultures permanentes (10 %), zones urbanisées (6,3 %). L'évolution de l’occupation des sols de la commune et de ses infrastructures peut être observée sur les différentes représentations cartographiques du territoire : la carte de Cassini (XVIIIe siècle), la carte d'état-major (1820-1866) et les cartes ou photos aériennes de l'IGN pour la période actuelle (1950 à aujourd'hui).

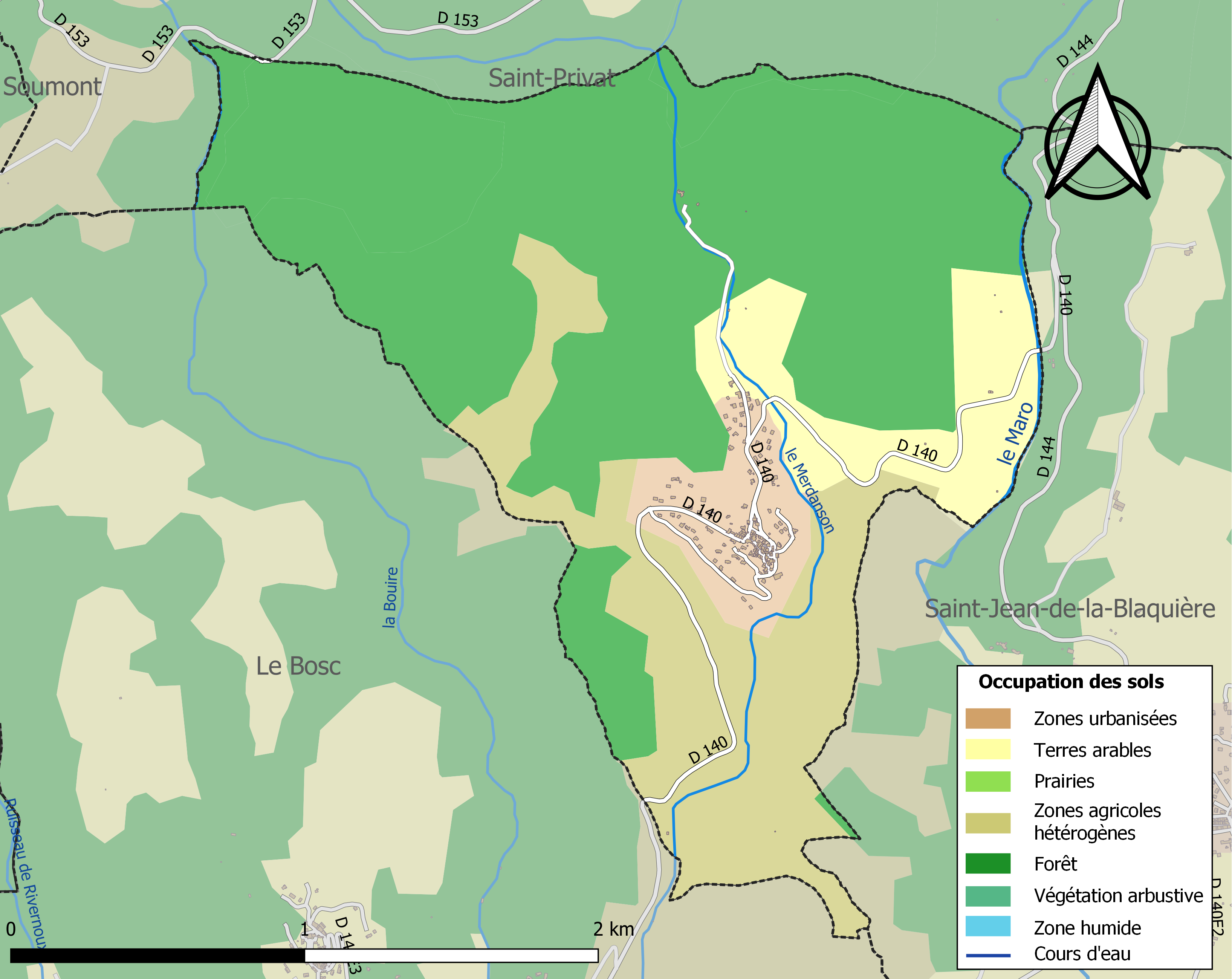
Carte des infrastructures et de l'occupation des sols de la commune en 2018 (CLC).

### Risques majeurs
Le territoire de la commune d'Usclas-du-Bosc est vulnérable à différents aléas naturels : météorologiques (tempête, orage, neige, grand froid, canicule ou sécheresse), inondations, feux de forêts et séisme (sismicité très faible). Il est également exposé à un risque particulier : le risque de radon. Un site publié par le BRGM permet d'évaluer simplement et rapidement les risques d'un bien localisé soit par son adresse soit par le numéro de sa parcelle.

#### Risques naturels
Certaines parties du territoire communal sont susceptibles d’être affectées par le risque d’inondation par débordement de cours d'eau, notamment le Maro. La commune a été reconnue en état de catastrophe naturelle au titre des dommages causés par les inondations et coulées de boue survenues en 1982, 2006, 2014 et 2015,.
Usclas-du-Bosc est exposée au risque de feu de forêt. Un plan départemental de protection des forêts contre les incendies (PDPFCI) a été approuvé en juin 2013 et court jusqu'en 2022, où il doit être renouvelé. Les mesures individuelles de prévention contre les incendies sont précisées par deux arrêtés préfectoraux et s’appliquent dans les zones exposées aux incendies de forêt et à moins de 200 mètres de celles-ci. L’arrêté du 25 avril 2002 réglemente l'emploi du feu en interdisant notamment d’apporter du feu, de fumer et de jeter des mégots de cigarette dans les espaces sensibles et sur les voies qui les traversent sous peine de sanctions. L'arrêté du 11 mars 2013 rend le débroussaillement obligatoire, incombant au propriétaire ou ayant droit,.

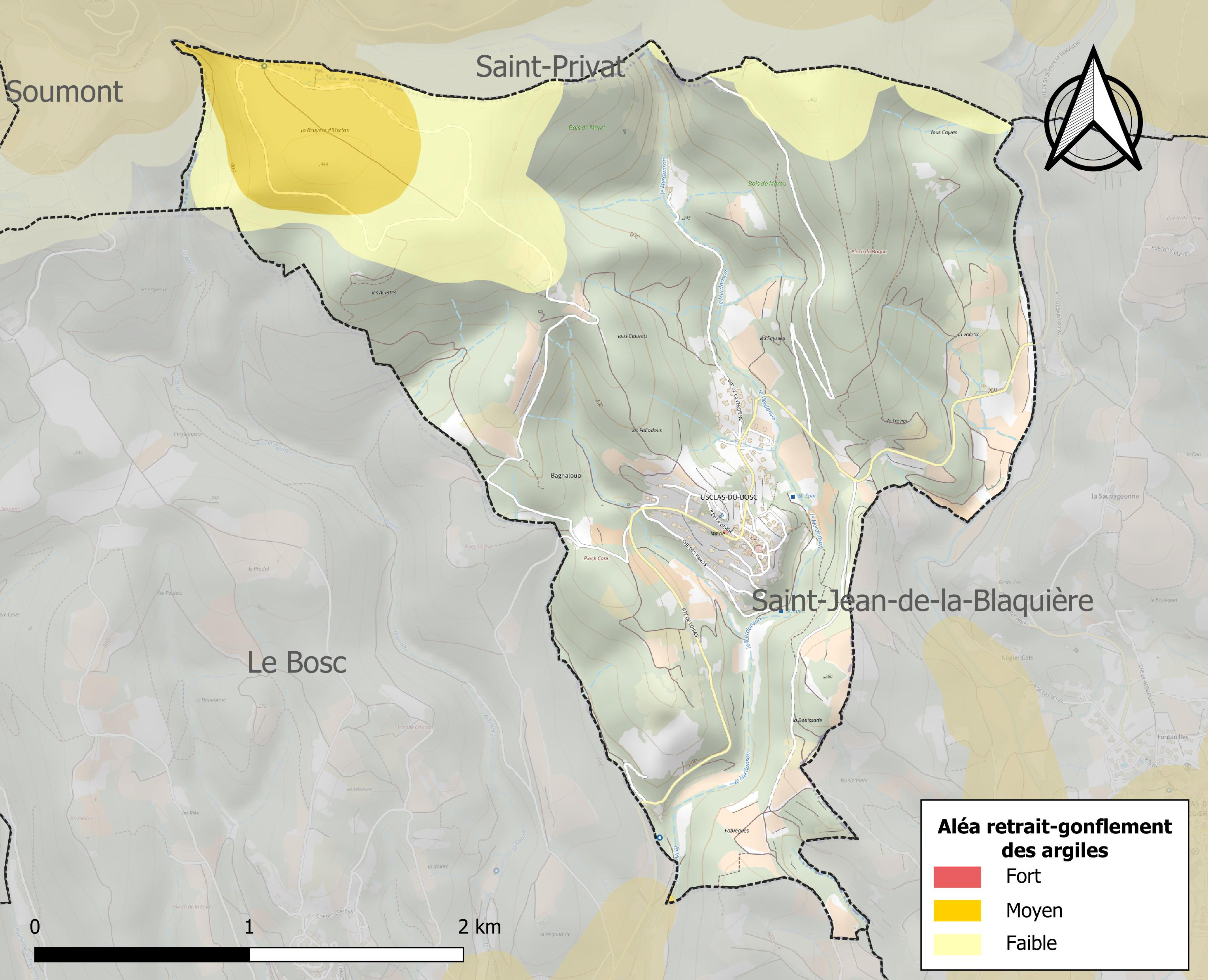
Carte des zones d'aléa retrait-gonflement des sols argileux d'Usclas-du-Bosc.

Le retrait-gonflement des sols argileux est susceptible d'engendrer des dommages importants aux bâtiments en cas d’alternance de périodes de sécheresse et de pluie. 6,7 % de la superficie communale est en aléa moyen ou fort (59,3 % au niveau départemental et 48,5 % au niveau national). Sur les 118 bâtiments dénombrés sur la commune en 2019, 0 sont en aléa moyen ou fort, soit 0 %, à comparer aux 85 % au niveau départemental et 54 % au niveau national. Une cartographie de l'exposition du territoire national au retrait gonflement des sols argileux est disponible sur le site du BRGM,.
Par ailleurs, afin de mieux appréhender le risque d’affaissement de terrain, l'inventaire national des cavités souterraines permet de localiser celles situées sur la commune.
Concernant les mouvements de terrains, la commune a été reconnue en état de catastrophe naturelle au titre des dommages causés par la sécheresse en 2017 et par des mouvements de terrain en 2015.

#### Risque particulier
Dans plusieurs parties du territoire national, le radon, accumulé dans certains logements ou autres locaux, peut constituer une source significative d’exposition de la population aux rayonnements ionisants. Certaines communes du département sont concernées par le risque radon à un niveau plus ou moins élevé. Selon la classification de 2018, la commune d'Usclas-du-Bosc est classée en zone 3, à savoir zone à potentiel radon significatif.

## Héraldique
Les armes d'Usclas-du-Bosc se blasonnent ainsi :
| Blason d'Usclas-du-Bosc | Écartelé, au premier d'azur à trois coquilles d'or, au second d'or à un corail de gueules posé sur une terrasse de sinople, au troisième de gueules à une biche d'argent couchée sur une terrasse de sinople, blessée au poitrail d'une flèche d'or ensanglantée de gueules, au quatrième d'azur à une meule à grains d'argent. |

## Histoire

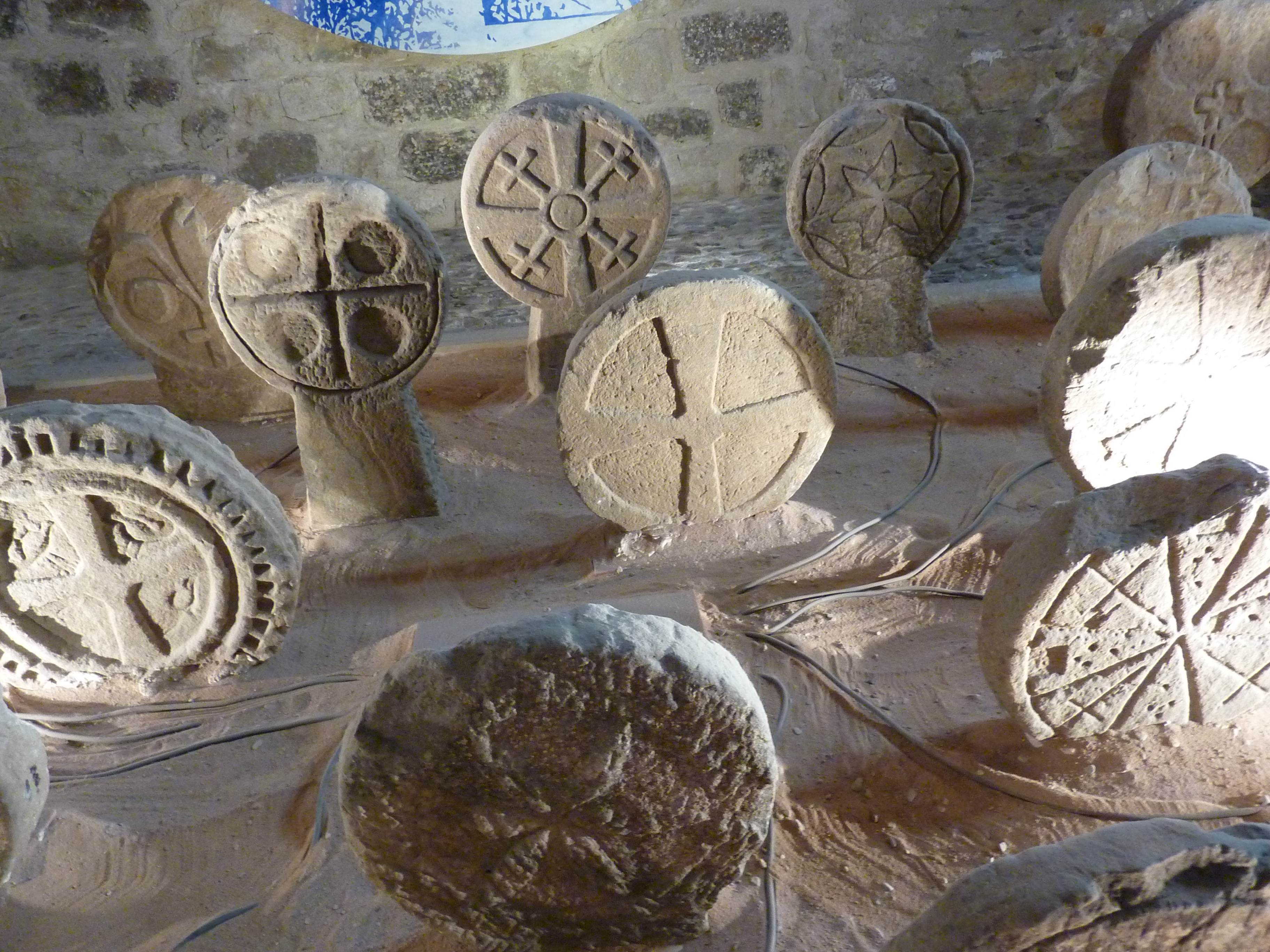
Stèles discoïdales du cimetière (entreposées au musée de Lodève), photo B

Connu sous la variante Usclas, la commune prend le nom de Usclas-de-Plaux vers 1740 puis de Usclas-du-Bosc depuis 1912.
Les stèles discoïdales
Le cimetière communal possédait 52 stèles discoïdales.
Une stèle discoïdale est un monolithe découpé en arrondi, en forme de disque souvent décoré et reposant souvent sur un collet ou pied. Pierre dressée au chevet d'une tombe, elle permettait de l'identifier. Ce type de monument est assez répandu en Europe occidentale et plus particulièrement en Languedoc, mais aussi au Pays basque.
En 1967, B.Dusan s'intéresse pour la première fois aux stèles discoïdales. Entre les deux guerres mondiales, le docteur Jean Herber en fit un recensement et dès 1953 l'abbé Joseph Giry, découvreur du site d'Usclas-du-Bosc, commença un inventaire des stèles de l'Hérault, poursuivi ensuite par Robert Aussibal.
Ces stèles porteraient les marques distinctives des grands ordres monastiques et seraient des restes de tombes de pèlerins décédés sur le chemin de Saint-Jacques-de-Compostelle et de religieux. Elles dateraient des XIe et XIVe siècles, mais leur origine a donné lieu à diverses interprétations. On peut cependant noter que la fleur de lys figurant sur un certain nombre de stèles représente non pas la monarchie capétienne mais Marie mère de Jésus.
La municipalité d'Usclas-du-Bosc, dans un souci de préservation, a accepté le regroupement des stèles au musée de Lodève mais une vingtaine d'entre elles ont été moulées et placées dans leur cimetière d'origine, à Usclas-du-Bosc.

## Politique et administration
| Période   | Période   | Identité           | Étiquette | Qualité  |
| --------- | --------- | ------------------ | --------- | -------- |
| 1947      | 1983      | Roger Rivemale     |           |          |
| 1983      | mars 2014 | Eugène Cavaille    |           |          |
| mars 2014 | mai 2020  | Michel Druène      | SE        | Retraité |
| mai 2020  | En cours  | Caroline Desmaretz |           |          |

## Démographie
L'évolution du nombre d'habitants est connue à travers les recensements de la population effectués dans la commune depuis 1793. Pour les communes de moins de 10 000 habitants, une enquête de recensement portant sur toute la population est réalisée tous les cinq ans, les populations de référence des années intermédiaires étant quant à elles estimées par interpolation ou extrapolation. Pour la commune, le premier recensement exhaustif entrant dans le cadre du nouveau dispositif a été réalisé en 2004.

En 2022, la commune comptait 248 habitants, en évolution de +15,89 % par rapport à 2016 (Hérault : +7,49 %, France hors Mayotte : +2,11 %).
| 1793 | 1800 | 1806 | 1821 | 1831 | 1836 | 1841 | 1846 | 1851 |
| ---- | ---- | ---- | ---- | ---- | ---- | ---- | ---- | ---- |
| 132  | 146  | 157  | 160  | 155  | 139  | 135  | 132  | 134  |

| 1856 | 1861 | 1866 | 1872 | 1876 | 1881 | 1886 | 1891 | 1896 |
| ---- | ---- | ---- | ---- | ---- | ---- | ---- | ---- | ---- |
| 136  | 150  | 161  | 143  | 146  | 131  | 121  | 128  | 119  |

| 1901 | 1906 | 1911 | 1921 | 1926 | 1931 | 1936 | 1946 | 1954 |
| ---- | ---- | ---- | ---- | ---- | ---- | ---- | ---- | ---- |
| 118  | 127  | 128  | 113  | 111  | 100  | 100  | 91   | 87   |

| 1962 | 1968 | 1975 | 1982 | 1990 | 1999 | 2004 | 2006 | 2009 |
| ---- | ---- | ---- | ---- | ---- | ---- | ---- | ---- | ---- |
| 80   | 75   | 59   | 69   | 57   | 67   | 91   | 105  | 119  |

| 2014 | 2019 | 2022 | - | - | - | - | - | - |
| ---- | ---- | ---- | - | - | - | - | - | - |
| 190  | 226  | 248  | - | - | - | - | - | - |

## Économie

### Revenus
En 2018, la commune compte 90 ménages fiscaux, regroupant 230 personnes. La médiane du revenu disponible par unité de consommation est de 21 840 € (20 330 € dans le département).

### Emploi
|                | 2008   | 2013   | 2018  |
| -------------- | ------ | ------ | ----- |
| Commune        | 8,5 %  | 12,5 % | 8,8 % |
| Département    | 10,1 % | 11,9 % | 12 %  |
| France entière | 8,3 %  | 10 %   | 10 %  |

En 2018, la population âgée de 15 à 64 ans s'élève à 135 personnes, parmi lesquelles on compte 77,4 % d'actifs (68,6 % ayant un emploi et 8,8 % de chômeurs) et 22,6 % d'inactifs,. En  2018, le taux de chômage communal (au sens du recensement) des 15-64 ans est inférieur à celui de la France et du département, alors qu'en 2008 il était supérieur à celui de la France.
La commune fait partie de la couronne de l'aire d'attraction de Montpellier, du fait qu'au moins 15 % des actifs travaillent dans le pôle,. Elle compte 13 emplois en 2018, contre 9 en 2013 et 6 en 2008. Le nombre d'actifs ayant un emploi résidant dans la commune est de 94, soit un indicateur de concentration d'emploi de 13,6 % et un taux d'activité parmi les 15 ans ou plus de 63,5 %.
Sur ces 94 actifs de 15 ans ou plus ayant un emploi, 11 travaillent dans la commune, soit 12 % des habitants. Pour se rendre au travail, 90,6 % des habitants utilisent un véhicule personnel ou de fonction à quatre roues, 4,1 % s'y rendent en deux-roues, à vélo ou à pied et 5,2 % n'ont pas besoin de transport (travail au domicile).

### Activités hors agriculture
13 établissements sont implantés  à Usclas-du-Bosc au 31 décembre 2019.
Le secteur de la construction est prépondérant sur la commune puisqu'il représente 23,1 % du nombre total d'établissements de la commune (3 sur les 13 entreprises implantées  à Usclas-du-Bosc), contre 14,1 % au niveau départemental.

### Agriculture
|               | 1988 | 2000 | 2010 | 2020 |
| ------------- | ---- | ---- | ---- | ---- |
| Exploitations | 12   | 12   | 8    | 3    |
| SAU (ha)      | 69   | 102  | 82   | 11   |

La commune est dans le « Soubergues », une petite région agricole occupant le nord-est du département de l'Hérault. En 2020, l'orientation technico-économique de l'agriculture  sur la commune est la viticulture. Trois exploitations agricoles ayant leur siège dans la commune sont dénombrées lors du recensement agricole de 2020 (12 en 1988). La superficie agricole utilisée est de 11 ha,,.

## Culture locale et patrimoine

### Lieux et monuments

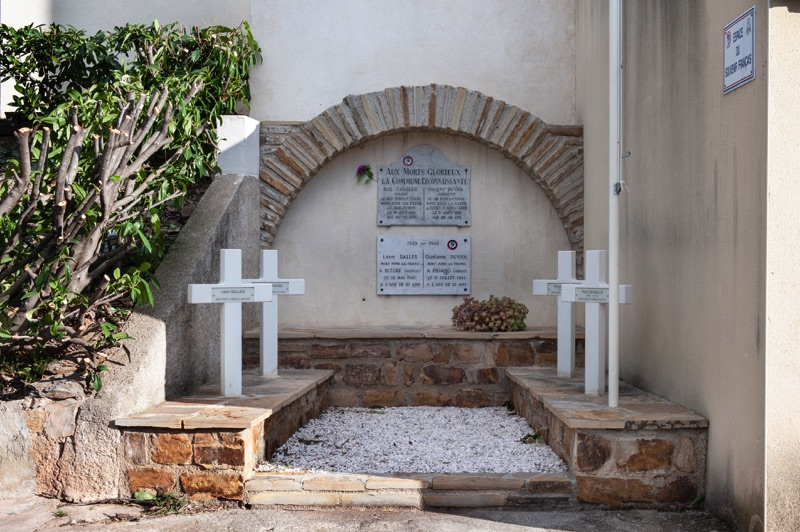
Monument aux morts

La commune comporte un monument aux morts de la Première Guerre mondiale.
- Église Saint-Gilles d'Usclas-du-Bosc. L'édifice est référencé dans la base Mérimée et à l'Inventaire général Région Occitanie[27].

### Fonds d'archives
- Série : Délibérations du conseil municipal (1861-1916) [3 registres]. Fonds : Archives communales d'Usclas-du-Bosc; Cote : 48 PUB. Montpellier : Archives départementales de l'Hérault (lire en ligne).